# Droit guernesiais
Le droit guernesiais a été influencé par plusieurs traditions légales différentes, dont la coutume de Normandie, la common law britannique et le droit civil français moderne. Le bailliage de Guernesey est une juridiction séparée du Royaume-Uni, et se distingue des juridictions des autres îles Anglo-Normandes dont Jersey, bien qu'elles partagent des similarités historiques.
Les îles d'Aurigny et de Sercq forment deux juridictions séparées du bailliage où s'appliquent, dans les domaines de compétence de chacune des Assemblées, le droit aurignais et le droit sercquiais.

## Sources du droit

### Coutume
La notion de coutume a deux sens en droit guernesiais : celui de common law avec un sens équivalent à celui du droit anglais mais adapté à Guernesey (ce qui implique les précédents et pratiques développés par les juridictions du bailliage) ; et celui de la coutume de Normandie, qui s'est développée depuis le Xe siècle et fut transposé à l'écrit du XIIIe au XVIe siècle. Le droit coutumier passé à l'écrit, et les juristes normands, français et guernesiais qui l'ont commenté du XVIe au XIXe siècle, restent la principalement source du droit guernesiais.
Les domaines où la coutume prévaut encore sont, notamment, le droit de propriété, le droit de successions et la mise en œuvre des décisions des juridictions en matière civile.

### Législation
La législation est la deuxième source du droit à Guernesey. Elle est adoptée par les États de Guernesey, avec l'approbation de la Couronne, dans tous les domaines à l'exception de l'immigration et de la défense pour lesquels le Royaume-Uni peut encore légiférer pour Guernesey.
La législation joue un rôle important en matière de droit pénal, familial, financier, de l'emploi et commercial.

### Influence du droit de l'Union
Guernesey ne fait pas partie de l'Union européenne, néanmoins l'île participe à la libre circulation des biens ce qui suppose la transposition des normes européennes correspondantes.

## Sources
- (en) Cet article est partiellement ou en totalité issu de l’article de Wikipédia en anglais intitulé « Law of Jersey » (voir la liste des auteurs).

## Compléments